# Betelnuss-Mädchen

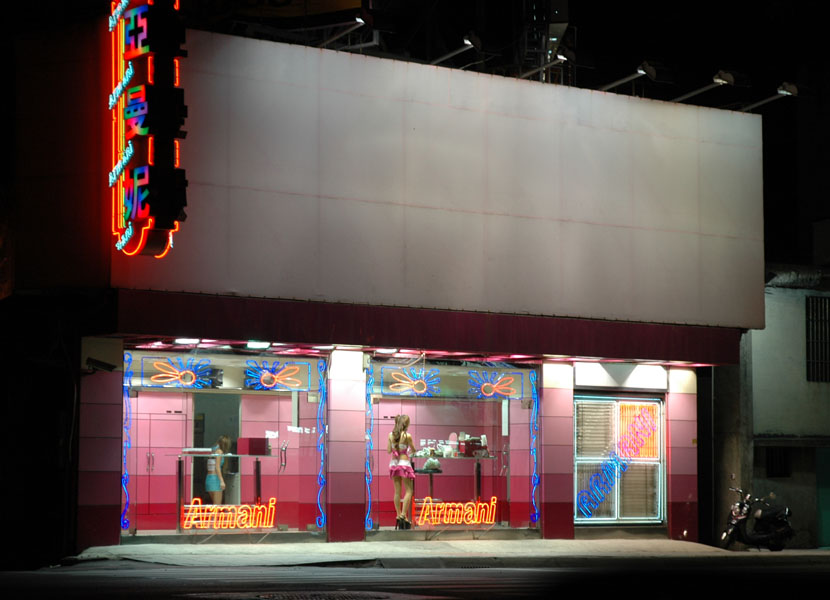
Ein dekorierter Betelnuss-Kiosk an einer Straße nahe Provinzstraße 4.

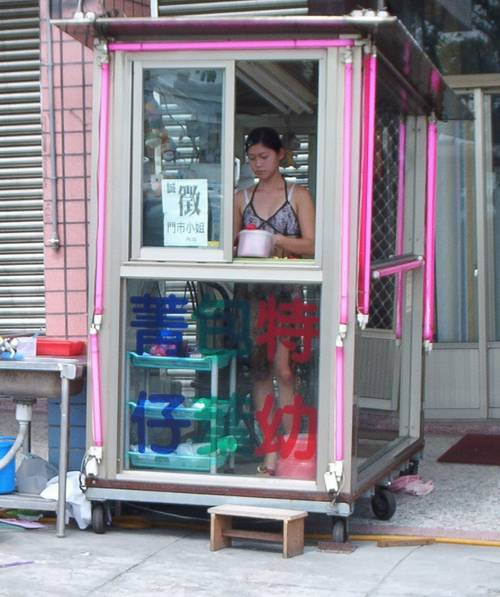
Betelnuss-Mädchen

Als Betelnuss-Mädchen oder auch Betelnuss-Schönheit (chinesisch 檳榔西施 / 槟榔西施, Pinyin Bīngláng Xīshī) werden Frauen bezeichnet, die in Taiwan an Straßenkiosken Betelnüsse verkaufen. Dabei tragen sie sehr wenig Kleidung. Dieses taiwanische Phänomen ist nach Xi Shi aus der Zeit der Frühlings- und Herbstannalen benannt.
Betelnusskioske sind mit vielen Leuchtstoffröhren, oft in grün, dekoriert und liegen in der Nähe von Highways oder Ausfallstraßen großer Städte an der Westküste Taiwans. Die Hauptklientel sind Truckfahrer, Bauarbeiter und Marktverkäufer, die lange aufbleiben müssen. Die Wirkung der Betelnuss ist anregend, stärker als Kaffee. Der hohe Profit der Betelnussläden führt zu einer starken Verbreitung und zu einem sexualisierten Auftreten der Verkäuferinnen mit Reizwäsche, Highheels, Visual-Kei-Kleidung, oder Schulmädchenuniform. Häufig werden große Poster aufgehängt, die die Verkäuferin in verschiedenen Posen fast nackt zeigen (siehe Sex sells).
Betelnussmädchen sind meist schlecht situiert, einige sind Schulabbrecherinnen, andere müssen für ihre Familien Geld verdienen. Für ungelernte Frauen ist das Betelnussgeschäft einträglicher als die Arbeit in Läden wie 7-Eleven. Einige kritisierten die Massenmedien für die negative Darstellung der Mädchen, während die sozialen und wirtschaftlichen Hintergründe vernachlässigt werden.
Manche befürworten, dass sich Betelnussmädchen für den Verkauf ihrer Ware sexualisiert präsentieren, um ihre wirtschaftliche Situation zu verbessern. Internationale Supermodels, Popstars und Ausstellungsmodels würden sich nicht weniger sexualisiert kleiden, aber deren Tätigkeiten durchaus von der Gesellschaft akzeptiert werden.
Die taiwanische Organisation „Garden of Hope“, die sich gegen sexuelle Ausbeutung einsetzt, klassifiziert diese Arbeit als Kinderarbeit. Aus ihrer Sicht ist die Tätigkeit der Betelnussmädchen der erste Schritt zu physischem Missbrauch und Prostitution.

## Rundfunkberichte
- Vier Jobs, die es in Deutschland niemals gäbe, ProSieben – Galileo, Folge 77 Staffel 2015 vom 18. März 2015 (YouTube)
- Stefanie Suren: "Kult, Kurioses und Konfuzius in „Taiwan für Anfänger“" (Memento vom 4. September 2012 im Internet Archive) – Radiobericht, Radio Taiwan International